# あき竹城の北海道 味の物産市!
『北海道 味の物産市!』（ほっかいどう あじのぶっさんいち）は、2009年より毎年12月に札幌テレビ放送ほかで放送されている北海道産の食品を取り扱う通信販売番組である。初年の2009年は司会のあき竹城の冠番組『あき竹城の北海道 味の物産市!』として放送された。

## 番組の経緯
番組の制作著作はSTV札幌テレビ放送、企画運営はSTV開発センターが担当。
前身番組は、1995年から2008年まで放送されていた『冬の釧路&根室は魚がうまい!〜海の幸ショッピング〜』。番組名にもあるように、従来は釧路・根室の魚類や海産物を専門に扱って放送していたが、海産資源の枯渇や経済情勢の変化など諸般の事情から、地域を北海道全体に広げ、紹介する商品も「海の幸」から北海道に関わりのある食品全般へと拡大リニューアルした。
さらに2009年からは同名のカタログも発行され、テレビ、カタログ、ECサイトの「どさんこ広場」との連動が試みられている。

## 出演者
- 2009年 あき竹城、森崎博之（TEAM NACS）[注 1]
- 2010年 阿藤快、ギャル曽根
- 2011年 阿藤快
- 2012年 阿藤快
- 2013年 松本明子
- 2014年 松本明子

## 放送局と放送時間帯

### 2009年

#### 12月5日放送
- 札幌テレビ放送（STV・制作局）10:30 - 11:25
- テレビ信州（TSB）10:30 - 11:25
- テレビ埼玉（テレ玉）19:00 - 19:55
- 三重テレビ放送（MTV）17:00 - 17:54

#### 12月6日放送
- 東京メトロポリタンテレビジョン（TOKYO MX）13:00 - 13:55
- サンテレビジョン（SUN）11:00 - 11:55

#### 12月11日放送
- 札幌テレビ放送（STV）10:55 - 11:25

#### 12月12日放送
- テレビ神奈川（tvk）16:35 - 17:30
- 静岡第一テレビ（SDT）10:30 - 11:25
- BS日本（BS日テレ）10:30 - 11:00

#### 12月13日放送
- 京都放送（KBS京都）17:00 - 17:54

### 2010年
- 札幌テレビ放送（STV）
- 東京メトロポリタンタレビジョン（TOKYO MX）
- BS日本（BS日テレ）

### 2011年

#### 12月3日放送
- 札幌テレビ放送（STV）10:30 - 11:25
- 東京メトロポリタンテレビジョン（TOKYO MX）13:00 - 13:55

#### 12月4日放送
- BS日本（BS日テレ）8:00 - 8:30

#### 12月5日放送
- 歌謡ポップスチャンネル 13:30 - 14:00

#### 12月7日放送
- 食と旅のフーディーズTV 9:30 - 10:00

#### 12月8日放送
- 札幌テレビ放送（STV）4:25 - 4:55

#### 12月11日放送
- テレビ神奈川（tvk）15:00 - 15:55

#### 12月17日放送
- 静岡第一テレビ（SDT）10:30 - 11:25
- テレビ埼玉（TVS）16:00 - 16:55

#### 12月18日放送
- BS日本（BS日テレ）8:00 - 8:30

#### 12月23日放送
- 札幌テレビ放送（STV）10:55 - 11:25